# Голешть (Вранча)
Голешть, Голешті (рум. Golești) — село у повіті Вранча в Румунії. Входить до складу комуни Голешть.
Село розташоване на відстані 159 км на північний схід від Бухареста, 4 км на південь від Фокшан, 72 км на захід від Галаца, 120 км на схід від Брашова.

## Населення
За даними перепису населення 2002 року у селі проживали 3063 особи.
Національний склад населення села:
| Національність | Кількість осіб | Відсоток |
| -------------- | -------------- | -------- |
| румуни         | 3051           | 99,6%    |
| цигани         | 10             | 0,3%     |

Рідною мовою назвали:
| Мова      | Кількість осіб | Відсоток |
| --------- | -------------- | -------- |
| румунська | 3058           | 99,8%    |
| угорська  | 5              | 0,2%     |